# Alberto Fumagalli
Alberto Fumagalli (Brescia, 18 aprile 1940 – Cles, 20 dicembre 2014) è stato un calciatore italiano, di ruolo terzino.

## Carriera
Giocò tre stagioni in Serie A e sei in Serie B con il Brescia, fece il suo esordio in Serie B il 13 novembre 1960, in Verona-Brescia (2-1), e in Serie A il 5 settembre 1965, in Brescia-Catania (4-1).
Ha totalizzato complessivamente 68 presenze in Serie A, con una rete all'attivo nel successo interno sull'Inter del 12 novembre 1967, e 167 presenze in Serie B, categoria nella quale ha vinto il campionato nella stagione 1964-1965 e centrato un'altra promozione in massima serie nella stagione 1968-1969.
Giocò inoltre in Serie C con l'Empoli. Infine terminò la carriera con l'Anaune Val di Non in Serie D.

## Palmarès
- Campionato italiano di Serie B: 1

Brescia: 1964-1965